# Maria Weyersberg
Maria Clara Auguste Weyersberg (* 21. Mai 1886 in Köln; † 1987 in Bornheim) war eine deutsche Malerin und Ethnologin. Ab 1925 war sie wissenschaftliche Zeichnerin und Mitarbeiterin des Ethnologen und Forschungsreisenden Leo Frobenius.

## Kindheit und Jugend
Maria Weyersberg war die einzige Tochter des Kölner Fabrikanten Rudolph Emil Weyersberg (1836–1894) und seiner Frau Clara Josephine Weyersberg, geb. Fuchs (1844–1912). Nach zweijährigem Privatunterricht besuchte sie von 1893 bis 1902 die Höhere Mädchenschule in Köln und anschließend ein französisches Mädchenpensionat in Brüssel.

## Ausbildung
Zurück in Köln setzte sie ihre Sprachstudien fort und hörte Vorlesungen an der Kölner Handelshochschule. Für ihre künstlerische Ausbildung nahm sie Privatunterricht bei den Malern Willy Spatz und Ernst Pfannkuchen, da Frauen an der Düsseldorfer Kunstakademie erst ab 1919 zum Studium zugelassen waren. Danach absolvierte sie bis 1913 eine Ausbildung an der Kunstgewerbeschule in Köln. Im Dezember 1918 zog die nun ausgebildete freischaffenden Malerin nach München. Dort besuchte Vorlesungen des Schweizer Kunsthistorikers Heinrich Wölfflin.

## Mitarbeit bei Leo Frobenius
Ab 1925 war Maria Weyersberg Mitarbeiterin am Institut für Kulturmorphologie, das 1925 nach Frankfurt übersiedelte und seit 1946 den Namen Frobenius-Institut führt.
Es folgen Expeditionen nach Südafrika (1928–1930), fünf weitere Expeditionen nach Jordanien und Libyen (1934/35) und weitere Reisen nach Frankreich (1934), Spanien (1934, 1936) und Italien (1936, 1937). Auf diesen Reisen schuf sie eine Vielzahl an Fotografien und als wissenschaftliche Zeichnerin insgesamt 601 Felsbildarbeiten sowie 264 ethnographische Zeichnungen und Aquarelle. 1940 fuhr sie zu einem dreimonatigen Studienaufenthalt nach Wien und München. Nach dem Zweiten Weltkrieg zog sie nach Frankfurt und wurde Mitglied im Frankfurter Künstlerclub e.V. Im Laufe der Zeit wurde sie zur „wissenschaftlichen Assistentin“ Frobenius´ und wurde zunehmend mit Führungsaufgaben betraut. Sie eröffnete stellvertretend Ausstellungen und leitete weitere Felsbildaufnahmen. Ab 1946 leitete sie das Mythologische Bildarchiv, eine Vergleichssammlung von Bildmotiven aus der Weltmythologie. Des Weiteren schrieb sie 13 wissenschaftliche Aufsätze zur Felsbildforschung und über prähistorische Keramik. Auch nach ihrer Pensionierung 1951 blieb sie dem Frobenius-Institut in persönlicher Weise und für honorige Auftragsarbeiten verbunden.

## Werk

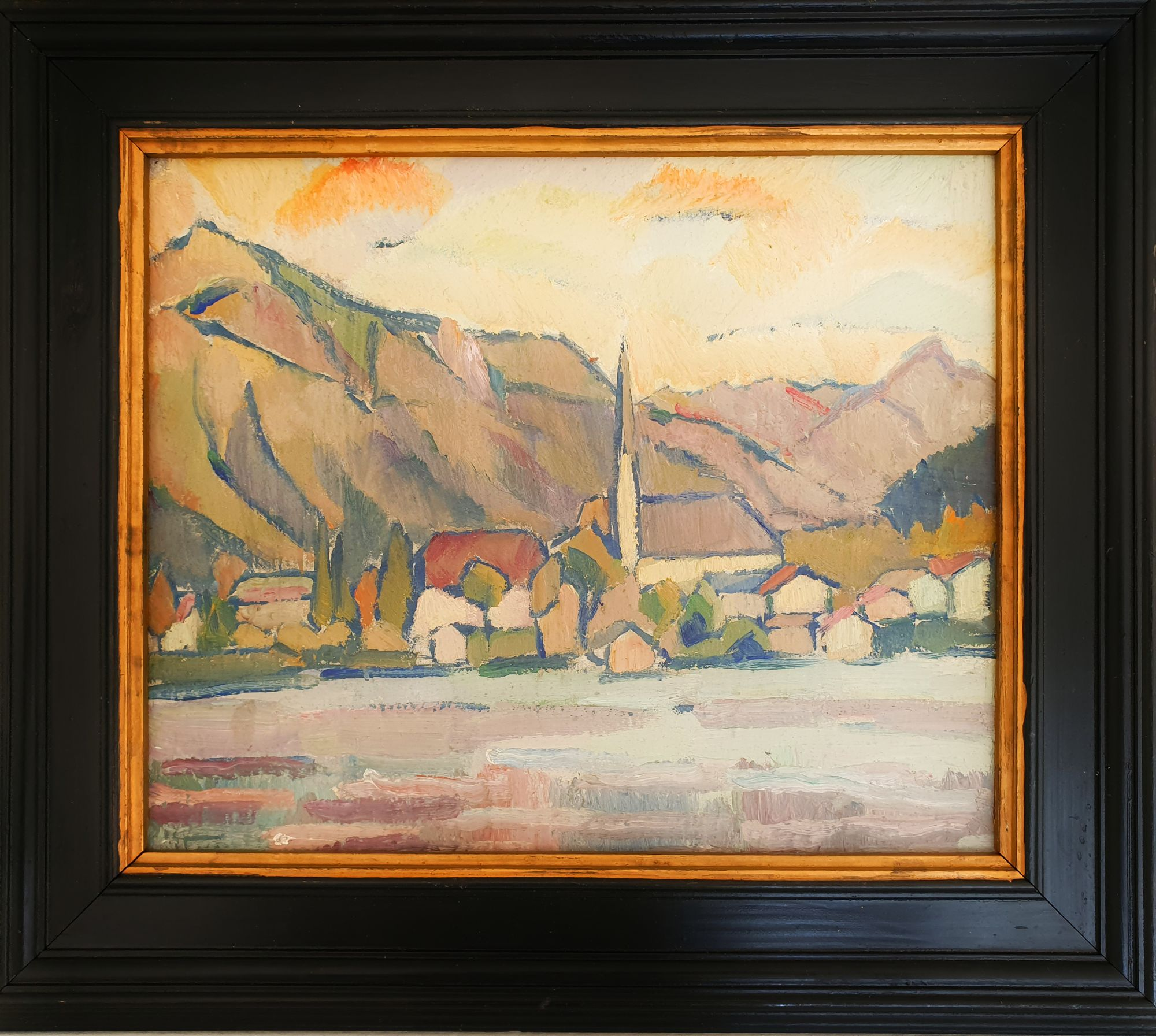
Maria Weyersberg 1921: Rottach-Egern

Ein auf 1912 datiertes Selbstbildnis ist die frühste bekannte datierte Arbeit. In der Folge entstanden neben Porträts aus München Landschaften aus Glotterbad im Schwarzwald, aus Ostfriesland, Pillnitz, der Bodensee-Gegend und dem Tegernsee. Dabei entwickelte Maria Weyersberg in qualitätvollen Aquarellen und Ölgemälden einen eigenen expressionistischen Stil.
Die aus rund 5000 Kopien prähistorischer Felsmalerei bestehende Sammlung des Frobenius-Institutes stellt wegen ihrer historischen Bedeutung und hohen Qualität der Bilder einen unschätzbaren Wert dar. Obwohl beim Kopieren der Felsbilder Idealisierung und eigene schöpferische Impulse unterdrückt werden sollten, besitzen die Bilder eine eigene ästhetische Qualität. Die Ausstellungen in den 1930er Jahren hatten eine riesige Resonanz und wurden nachgewiesenermaßen auch von Malern wie Picasso, Miró, Ernst Ludwig Kirchner u. a. besucht und beeinflussten auf diese Weise die moderne Kunst.
Im Ruhestand ab 1951 fand Maria Weyersberg wieder Zeit für ihre eigene Kunst und es entstanden Aquarelle und Zeichnungen, Stillleben und Landschaftsbilder in meist weichen Pastellfarben, die an vergleichbare Werke des Expressionismus anknüpften.

## Ausstellungen
- 1930 Berlin, Oslo, Brüssel, Paris, Zürich, Wien (Felsbilder)
- 1937 Museum of Modern Art (MoMA), New York (Felsbilder)
- 2012 Erfurt (Einzelausstellung)
- 2014 Alte Goetheschule, Neu Isenburg, „Reisebilder“ (Einzelausstellung)
- 2014 Goethe-Institut, Paris (Felsbilder)
- 2016 Martin-Gropius-Bau, Berlin, „Kunst der Vorzeit. Felsbilder aus der Sammlung Frobenius“
- 2017 Dakar (Felsbildauswahl)
- 2017 Mexiko-City (Felsbildauswahl)
- 2019 Museum Giersch, Frankfurt, „Frobenius – Die Kunst des Forschens“